# Кажамар
Кажамар (порт. Cajamar)  —  муниципалитет в Бразилии, входит в штат Сан-Паулу. Составная часть мезорегиона Агломерация Сан-Паулу. Находится в составе крупной городской агломерации Агломерация Сан-Паулу. Входит в экономико-статистический  микрорегион Озаску. Население составляет 63 344 человека на 2006 год. Занимает площадь 128,356 км². Плотность населения — 493,5 чел./км².

## История
Город основан 19 февраля 1963 года.
10-11 марта 2016 года Кажамар пострадал от сильного наводнения, в результате которого погибли три (по некоторым данным, четыре) человека.

## Статистика
- Валовой внутренний продукт на 2003 составляет 1.792.353.421,00 реалов (данные: Бразильский институт географии и статистики).
- Валовой внутренний продукт на душу населения на 2003 составляет 31.131,30 реалов (данные: Бразильский институт географии и статистики).
- Индекс развития человеческого потенциала на 2000 составляет 0,786  (данные: Программа развития ООН).

## География
Климат местности: субтропический. В соответствии с классификацией Кёппена, климат относится к категории Cfb.